# Une affaire de femmes
Pour les articles homonymes, voir Affaire de femmes (homonymie).
Pour plus de détails, voir Fiche technique et Distribution.
Une affaire de femmes est un film français de Claude Chabrol sorti en 1988. Il est adapté du livre du même nom écrit par l'avocat Francis Szpiner et paru aux éditions Balland.
Il s'inspire de l'histoire vraie de Marie-Louise Giraud, une des dernières femmes guillotinées en France.

## Synopsis
Sous le régime de Vichy, Marie Latour (Isabelle Huppert) a deux enfants. Ayant vécu seule avec eux quelque temps, c'est sans enthousiasme qu'elle voit revenir son mari Paul (François Cluzet) de la guerre, fuyant tout contact physique avec lui et ayant manifestement apprécié son absence pour affirmer son indépendance. Elle accepte d'aider Ginette (Marie Bunel), sa jeune voisine, à avorter clandestinement. L'avortement est réussi. Ginette est reconnaissante. Encouragée par le succès, Marie devient faiseuse d'anges. Grâce à cela, elle sort largement sa famille de la misère des tickets de rationnement, ce qui indirectement humilie son mari souvent au chômage. Elle héberge, moyennant rémunération, Lucie (Marie Trintignant), une de ses amies prostituées, pour exercer ses passes. Elle prend un amant parmi ses clients, et va jusqu'à proposer de l'argent à Fernande, sa femme de ménage, pour coucher avec son mari afin de calmer ses avances. Jaloux, frustré et déconsidéré, son mari  la dénonce. Marie est arrêtée, jugée, condamnée à mort et guillotinée.

## Fiche technique
- Titre : Une affaire de femmes
- Titre anglais : Story of Women
- Réalisation : Claude Chabrol
- Scénario : Claude Chabrol et Colo Tavernier, d'après le livre éponyme de Francis Szpiner
- Décors : Françoise Benoît-Fresco
- Costumes : Corinne Jorry
- Photographie : Jean Rabier
- Son : Jean-Bernard Thomasson, Maurice Gilbert
- Montage : Monique Fardoulis
- Musique : Matthieu Chabrol
  - Chanson : La Chanson du maçon (musique d'Henri Betti, paroles de Maurice Vandair et Maurice Chevalier)
- Production : Marin Karmitz
- Sociétés de production : Les Films du Camélia, Les Films A2, MK2 Productions, La Sept
- Société de distribution : MK2 Diffusion
- Pays de production :  France
- Langue originale : français
- Format : couleur (Eastmancolor) — 35 mm — 1,66:1 — son Mono
- Genre : drame et historique
- Durée : 110 minutes
- Date de sortie : 
  - France : 21 septembre 1988

## Distribution
- Isabelle Huppert : Marie Latour
- François Cluzet : Paul Latour, le mari de Marie
- Nils Tavernier : Lucien, le jeune amant de Marie, collabo
- Marie Trintignant : Lucie, la prostituée, amie de Marie
- Guillaume Foutrier : Pierrot 1
- Nicolas Foutrier : Pierrot 2
- Aurore Gauvin : Mouche 1
- Lolita Chammah : Mouche 2
- Marie Bunel : Ginette, la voisine de Marie, première à utiliser ses services
- Dominique Blanc : Jasmine, la « cliente » de Marie mère de famille nombreuse
- Dani : Loulou, la voisine de cellule, amie de Marie
- Évelyne Didi : Fernande, la bonne
- François Maistre : le Président Lamarre-Coudray
- Vincent Gauthier : Maître Fillon
- Pierre Martot : Un soldat allemand
- Sylvie Flepp : Berthe
- Franck de Lapersonne (crédité Franck Lapersonne) : Maître Martinet, le jeune avocat-stagiaire
- Jean-Michel Noirey : Marcel Carmaillon
- Caroline Berg : Hélène Fillon
- François Lafont : l’épicier
- Henri Attal : un policier au procès
- Jacques Brunet : le colonel Chabert
- Thomas Chabrol : le garçon de café
- Fabienne Chaudat : la patiente
- Bernard Cherboeuf : l'inspecteur
- Claire Conty : la coiffeuse
- Myriam David : Rachel
- Catherine Deville : Yvonne
- Pierre-François Duméniaud : le patron du café
- Anne-Marie Étienne : Renée
- Jeannine Hames : la cantatrice
- Bernard Houdeville : le paysan
- Valérie Leboutte : Marcelle
- Jean-Claude Lecas : Robert
- Huguette Maillard : Monique
- Madeleine Marie : Albertine
- Jurgen Mash : l'officier allemand
- Lise Roy : la sœur, gardienne de prison
- Elisabeth Sender : Francine
- Roland Shön : le vieil homme
- Valérie Soudant : Armelle
- Jacques Vincent : le résistant
- Claude Chabrol : la voix off de Pierrot adulte

## Production

### Genèse
Marie-Louise Giraud, mère de famille née le 17 novembre 1903, est guillotinée au matin du 30 juillet 1943 dans la cour de la prison de la Roquette à Paris pour avoir pratiqué 27 avortements dans la région de Cherbourg.

### Tournage
Le film a été tourné à Dieppe, dans le quartier du « bout du quai ».

## Accueil critique
« Il y a du bovarysme, déjà, dans cette Marie jouée par Huppert comme une femme en fuite : échapper à la pauvreté, à la morosité, à son mari, qu'elle n'aime pas, et finalement à la réalité de sa petite entreprise. Chabrol met admirablement en relief ses contradictions, ses aveuglements. En revanche, il est sans merci pour la France de Pétain, ses rangs de traîtres érigés en juges garants de l'honneur de la nation. Un très grand Chabrol-Huppert. »

— Frédéric Strauss, Télérama, 11 février 2012

## Distinctions
| Date                        | Distinction                                  | Catégorie                                             | Nom                   | Résultat   |
| --------------------------- | -------------------------------------------- | ----------------------------------------------------- | --------------------- | ---------- |
| 29 août au 9 septembre 1988 | Mostra de Venise                             | Coupe Volpi pour la meilleure interprétation féminine | Isabelle Huppert      | Lauréat    |
| 29 août au 9 septembre 1988 | Mostra de Venise                             | Ciak d'or du meilleur film                            | Claude Chabrol        | Lauréat    |
| 29 août au 9 septembre 1988 | Mostra de Venise                             | Prix Bastone Bianco de la critique                    | Claude Chabrol        | Lauréat    |
| 29 août au 9 septembre 1988 | Mostra de Venise                             | Lion d'or                                             | Claude Chabrol        | Nomination |
| 21 au 29 octobre 1988       | Festival international du film de Valladolid | Meilleure actrice                                     | Isabelle Huppert      | Lauréat    |
| 4 mars 1989                 | César du cinéma                              | Meilleur réalisateur                                  | Claude Chabrol        | Nomination |
| 4 mars 1989                 | César du cinéma                              | Meilleure actrice                                     | Isabelle Huppert      | Nomination |
| 4 mars 1989                 | César du cinéma                              | Meilleure actrice dans un second rôle                 | Marie Trintignant     | Nomination |
| 16 décembre 1989            | Los Angeles Film Critics Association Awards  | Meilleur film en langue étrangère                     | Claude Chabrol        | Lauréat    |
| 14 janvier 1990             | New York Film Critics Circle Awards          | Meilleur film en langue étrangère                     | Une affaire de femmes | Lauréat    |
| 20 janvier 1990             | Golden Globes                                | Meilleur film étranger                                | Claude Chabrol        | Nomination |
| 26 février 1990             | National Board of Review                     | Top des films étrangers                               | Une affaire de femmes | 1re place  |
| 26 février 1990             | National Board of Review                     | Meilleur film en langue étrangère                     | Une affaire de femmes | Lauréat    |

## Autour du film

### Fait divers
Une bombe lacrymogène utilisée le 8 octobre 1988 par des catholiques intégristes dans un cinéma de Montparnasse lors de la projection du film provoque la mort d'un spectateur cardiaque. La phrase prononcée par le personnage de Marie à l'annonce de sa condamnation a en effet fait scandale : 

« Je vous salue Marie, pleine de merde, le fruit de vos entrailles est pourri. »